# Списак феминисткиња
Ово је списак важних учесница у развоју феминизма.

## Феминисткињевека
| Име                   | Националност | (рођена-умрла)  | Остало         |
| --------------------- | ------------ | --------------- | -------------- |
| Елеонор од Аквитаније | Француска    | (1124–1204)     | Протофеминизам |
| Марија од Француске   | Француска    | рођ. у 12. веку | Протофеминизам |

| Име               | Националност | (рођена-умрла) | Остало    |
| ----------------- | ------------ | -------------- | --------- |
| Бетисја Гоцадини  | Италија      | (1209–1261)    | Феминизам |
| Никола де ла Хаје | Пољска       | (1150/56–1230) | Феминизам |

| Име               | Националност | (рођена-умрла) | Остало    |
| ----------------- | ------------ | -------------- | --------- |
| Кристина Пизанска | Италија      | (1365–1430)    | Феминизам |
| Јадвига Пољска    | Пољска       | (1373/74–1399) | Феминизам |

| Име          | Националност | (рођена-умрла)  | Остало    |
| ------------ | ------------ | --------------- | --------- |
| Лаура Церета | Италија      | (1469–1499)     | Феминизам |
| Малинче      | Мексико      | рођ. у 15. веку | Феминизам |

| Име                      | Националност              | (рођена-умрла)  | Остало    |
| ------------------------ | ------------------------- | --------------- | --------- |
| Хајрих Корнелијус Агрипа | Њемачка                   | (1486–1535)     | Феминизам |
| Марија од Гурноа         | Француска                 | (1565–1645)     | Феминизам |
| Марија Дентијер          | Швајцарска                | (1495–1561)     | Феминизам |
| Џејн Енгер               | Уједињено Краљевство      | рођ. у 16. веку | Феминизам |
| Лукреција Маринела       | Италија                   | (1571-1653)     | Феминизам |
| Изумо но Окуни           | Јапан                     | рођ. у 16. веку | Феминизам |
| Покахонтас               | Сједињене Америчке Државе | (1595–1617)     | Феминизам |
| Модеста ди Поко ди Форци | Италија                   | (умрла 1593)    | Феминизам |

| Име                    | Националност         | (рођена-умрла) | Остало    |
| ---------------------- | -------------------- | -------------- | --------- |
| Мери Астел             | Уједињено Краљевство | (1666–1731)    | Феминизам |
| Афра Бен               | Уједињено Краљевство | (1640–1689)    | Феминизам |
| Ана Бредстрит          | Уједињено Краљевство | (1612–1672)    | Феминизам |
| Софија Елизабет Бренер | Шведска              | (1659–1724)    | Феминизам |
| Хуана Инес де ла Круз  | Мексико              | (1648–1695)    | Феминизам |
| Кристина Шведска       | Шведска              | (1626–1689)    | Феминизам |

| Име               | Националност              | (рођена-умрла) | Остало    |
| ----------------- | ------------------------- | -------------- | --------- |
| Олимпија де Гуж   | Француска                 | (1748–1793)    | Феминизам |
| Франсиско Миранда | Венецуела                 | (1750–1816)    | Феминизам |
| Мери Шели         | Уједињено Краљевство      | (1797–1851)    | Феминизам |
| Соџернер Трут     | Сједињене Америчке Државе | (1797–1883)    | Феминизам |
| Мери Вулстонкрафт | Уједињено Краљевство      | (1759–1797)    | Феминизам |

## Феминисткиње почеткомвека
Феминисткиње рођене после 1873.
| Име                 | Националност              | (рођена-умрла) | Остало                                    |
| ------------------- | ------------------------- | -------------- | ----------------------------------------- |
| Џејн Адамс          | Сједињене Америчке Државе | (1860–1935)    | Феминизам, суфражеткиње                   |
| Елизабет Блеквел    | Сједињене Америчке Државе | (1821–1910)    | Феминизам                                 |
| Драга Дејановић     | Србија                    | (1840–1871)    | Феминизам, глумица, песникиња, публициста |
| Фридрих Енгелс      | Њемачка                   | (1820–1895)    | Комунизам                                 |
| Сузан Б. Ентони     | Сједињене Америчке Државе | (1820–1906)    | Феминизам, суфражеткиње                   |
| Ема Голдман         | Уједињено Краљевство      | (1869–1940)    | Радикални феминизам                       |
| Зорка Јанковић      | Србија                    | (1870–1933)    | Феминизам, књижевница                     |
| Александра Колонтај | Совјетски Савез           | (1872–1952)    | Феминизам                                 |
| Роза Луксембург     | Њемачка                   | (1871-1919)    | Феминизам                                 |
| Џон Стјуарт Мил     | Уједињено Краљевство      | (1806–1873)    | Феминизам                                 |
| Катарина Миловук    | Србија                    | (1844–1913)    | Феминизам, педагог, књижевница            |
| Лујза Мишел         | Француска                 | (1871–1880)    | Радикални феминизам                       |
| Драга Обреновић     | Србија                    | (1864–1903)    | Феминизам                                 |
| Емелин Панкхерст    | Уједињено Краљевство      | (1858–1878)    | Феминизам, суфражеткиње                   |
| Харијет Табман      | Сједињене Америчке Државе | (1820–1913)    | Феминизам                                 |
| Клара Цеткин        | Њемачка                   | (1857–1933)    | Феминизам                                 |

## Феминисткиње крајеми почеткомвека
Феминисткиње рођене у периоду од 1875. до 1939.
| Име                         | Националност                      | (рођена-умрла) | Остало                                                           |
| --------------------------- | --------------------------------- | -------------- | ---------------------------------------------------------------- |
| Бела Абзуг                  | Сједињене Америчке Државе         | (1920–1998)    | Феминизам другог таласа                                          |
| Ксенија Атанасијевић        | Србија                            | (1894–1981)    | Феминизам, суфражеткиње, Први докторат на српским универзитетима |
| Симон де Бовоар             | Француска                         | (1908–1986)    | Феминизам другог таласа                                          |
| Вирџинија Вулф              | Уједињено Краљевство              | (1882–1941)    | Феминизам                                                        |
| Џермејн Грир                | Аустралија                        | (b. 1939)      | Феминизам другог таласа, Радикални феминизам                     |
| Јулка Хлапец Ђорђевић       | Србија                            | (1882–1969)    | Феминизам, суфражеткиње, књижевница                              |
| Хелен Келер                 | Сједињене Америчке Државе         | (1880-1968)    | Феминизам                                                        |
| Јоко Оно                    | Јапан · Сједињене Америчке Државе | (b. 1933)      | Феминизам                                                        |
| Ева Перон                   | Аргентина                         | (1919–1952)    | Феминизам                                                        |
| Жорж Санд                   | Француска                         | (1804–1876)    | Феминизам                                                        |
| Флора Сандс                 | Уједињено Краљевство              | (1876–1956)    | Феминизам, Мајор у Српској армији                                |
| Милунка Савић               | Србија                            | (1888–1973)    | Феминизам, војник, најодликованија жена у светској историји      |
| Милица Стојадиновић Српкиња | Србија                            | (1828–1928)    | Феминизам, Ратна дописница, Песникиња                            |
| Бети Форд                   | Сједињене Америчке Државе         | (1918–2011)    | Феминизам другог таласа                                          |
| Џералд Форд                 | Сједињене Америчке Државе         | (1913–2006)    | Феминизам другог таласа                                          |
| Бети Фридан                 | Сједињене Америчке Државе         | (1921–2006)    | Феминизам другог таласа                                          |

## Феминисткиње средином и касногивека
Феминисткиње рођене после 1940.
| Име                 | Националност              | (рођена-умрла)  | Остало                                       |
| ------------------- | ------------------------- | --------------- | -------------------------------------------- |
| Лесли Абдела        | Уједињено Краљевство      | (рођ. 1945)     | Феминизам                                    |
| Карол Џ. Адамс      | Сједињене Америчке Државе | (рођ. 1951)     | Екофеминизам                                 |
| Пам Ален            | Сједињене Америчке Државе | рођ. у 20. веку | Феминизам другог таласа, Радикални феминизам |
| Линда Мартин Алкоф  | Сједињене Америчке Државе | рођ. у 20. веку | Феминизам                                    |
| Џејн Алперт         | Сједињене Америчке Државе | (рођ. 1947)     | Радикални феминизам                          |
| Глориа Е. Анзалдуа  | Сједињене Америчке Државе | (1942–2004)     | Феминизам другог таласа, Феминизам           |
| Марија Арбатова     | Совјетски Савез           | (рођ. 1957)     | Феминизам                                    |
| Хале Афшар          | Уједињено Краљевство      | (рођ. 1944)     | Исламски феминизам                           |
| Лејла Ахмед         | Египат                    | (рођ. 1940)     | Исламски феминизам                           |
| Елизабета Бадинтер  | Француска                 | (рођ. 1944)     | Феминизам                                    |
| Рос Баксандал       | Сједињене Америчке Државе | рођ. у 20. веку | Феминизам другог таласа, Радикални феминизам |
| Џуди Бари           | Сједињене Америчке Државе | (1949-1997)     | Екофеминизам                                 |
| Бенедета Барцини    | Италија                   | (рођ. 1943)     | Радикални феминизам                          |
| Џенифер Баумгарднер | Сједињене Америчке Државе | (рођ. 1970)     | Феминизам трећег таласа                      |
| Кетлин Бери         | Сједињене Америчке Државе | рођ. у 20. веку | Феминизам                                    |
| Алисон Бечдел       | Сједињене Америчке Државе | (рођ. 1960)     | Феминизам                                    |
| Тори Ејмос          | Сједињене Америчке Државе | (рођ. 1963)     | Феминизам трећег таласа                      |